# Regione di Fromager
La regione di Fromager era una delle 19 regioni della Costa d'Avorio. Soppressa nel 2011, comprendeva due dipartimenti: Gagnoa e Oumé.